# Slick Rick
Richard Martin Lloyd Walters, beter bekend als Slick Rick, evenals MC Ricky D en The Ruler, (Londen, 14 januari 1965) is een Grammy-genomineerde Brits-Amerikaanse rapper.

## Carrière
Slick Rick woonde oorspronkelijk in South Wimbledon, Londen, Engeland, maar hij verhuisde in 1975 met zijn gezin naar The Bronx, (New York), waar hij Dana Dane ontmoette, met wie hij later het succesvolle hiphop-duo Kangol Crew vormde. Ricks karakteristieke 'eyepatch' (ooglap, zoals bij de piraten) werd verworven na een ongeluk door gebroken glas als een kind. Hij had een reputatie voor het dragen van een enorme hoeveelheid goud en diamanten juwelen, waaronder veel grote kettingen met grote, armbanden en grote ringen op iedere vinger en een gouden tand.

## Poging tot moord
In 1990 schoot Slick Rick zijn neef, zijn voormalige bodyguard, en tevens een daarbij toevallige passant neer. Rick werd aangeklaagd voor een dubbele poging tot moord, illegaal wapenbezit (twee jaar cel) en voor zijn illegaal verblijf in het land (drie jaar cel). Hij werd veroordeeld en ging vijf jaar de gevangenis in (hij mocht soms een paar uur vrij zijn voor een aantal concerten). Hij is in 1997 vrijgelaten.

## Het vrije leven
Nadat hij is vrijgelaten woont hij weer in zijn villa in de Verenigde Staten. Hij geeft nog steeds concerten en gaat de wereld over maar is het meest actief in de VS.

## Discografie

### Albums & singles
- The Great Adventures of Slick Rick - 1988
  - Children's Story
  - Hey Young World
  - Teenage Love

- The Ruler's Back - 1991
  - I Shouldn't Have Done It
  - It's a Boy
  - Mistakes of a Woman in Love with Other Men

- Behind Bars - 1994
  - Behind Bars - Billboard Hot 100 (nr. 87) 1994
  - Sittin' in My Car

- The Art of Storytelling - 1999
  - Street Talkin

- Biblioteca Nacional de España: XX1758276
- Bibliothèque nationale de France: cb139232929 (data)
- Gemeinsame Normdatei: 134658558
- International Standard Name Identifier: 0000 0000 5940 8941
- Library of Congress Control Number: n91107599
- MusicBrainz: 486af4f0-a79b-468f-be73-527cd4caf6ea
- Nationale Bibliotheek van Tsjechië: xx0205335
- Nationale Bibliotheek van Israël: 987012449757905171
- SNAC: w6x38gtt
- Virtual International Authority File: 7576175
- WorldCat: E39PBJkMGmJTCRjyx4QDQF8Hmd